# Miami Open 2016
Miami Open 2016, oficiálně se jménem sponzora Miami Open presented by Itaú 2016, byl společný tenisový turnaj mužského okruhu ATP World Tour a ženského okruhu WTA Tour, hraný v areálu Tennis Center at Crandon Park na otevřených dvorcích s tvrdým povrchem Laykold. Konal se mezi 21. březnem až 3. dubnem 2016 ve floridském Key Biscayne jako třicátý druhý ročník turnaje.
Mužská polovina se řadila po grandslamu do druhé nejvyšší kategorie okruhu ATP World Tour Masters 1000 a její dotace činila 7 037 595 amerických dolarů. Ženská část s rozpočtem 6 844 139 dolarů patřila také do druhé nejvyšší úrovně okruhu WTA Premier Mandatory. Miamská událost tradičně navázala na kalifornský Indian Wells Masters. Podruhé se generálním sponzorem stal bankovní dům Itaú.
Nejvýše nasazenými hráči v soutěžích dvouher byli světové jedničky a obhájci titulů Srb Novak Djoković a Američanka Serena Williamsová. Jako poslední přímí účastníci do dvouher nastoupili 89. argentinský hráč pořadí Diego Schwartzman a 77. žena klasifikace Bethanie Matteková-Sandsová ze Spojených států.
Turnajový rekord Andreho Agassiho vyrovnal šestým titulem Novak Djoković, který dvojici březnových událostí Indian Wells Masters a Miami Masters vyhrál potřetí za sebou a počtvrté celkově. Navíc se 28. trofejí ze série ATP Masters posunul do čela statistik. Také Běloruska Viktoria Azarenková ovládla oba březnové Mastersy v jediném roce a po Steffi Grafové a Kim Clijstersové se stala třetí tenistkou, které se tento výkon ve dvouhře podařil. Třetí vítězkou na turnaji, která zaznamenala double z Miami i Indian Wells byla Američanka Bethanie Matteková-Sandsová, jež triumfovala v ženské čtyřhře při obnovené spolupráci s Lucií Šafářovou. I ona ve čtyřhře navázala na Hingisovou a Zverevovou jako třetí hráčka, která dosáhla kalifornského i floridského titulu v jedné sezóně. Mužskou čtyřhru opanovala francouzská dvojice Pierre-Hugues Herbert a Nicolas Mahut, která tak vyhrála oba březnové Mastersy 2016 také.

## Rozdělení bodů a finančních odměn

### Rozdělení bodů
| Soutěž       | vítězové | finalisté | semifinalisté | čtvrtfinalisté | 16 v kole | 32 v kole | 64 v kole | 96 v kole | Q  | Q2 | Q1 |
| ------------ | -------- | --------- | ------------- | -------------- | --------- | --------- | --------- | --------- | -- | -- | -- |
| dvouhra mužů | 1000     | 600       | 360           | 180            | 90        | 45        | 25*       | 10        | 16 | 8  | 0  |
| čtyřhra mužů | 1000     | 600       | 360           | 180            | 90        | 0         | —         | —         | —  | —  | —  |
| dvouhra žen  | 1000     | 650       | 390           | 215            | 120       | 65        | 35*       | 10        | 30 | 20 | 2  |
| čtyřhra žen  | 1000     | 650       | 390           | 215            | 120       | 10        | —         | —         | —  | —  | —  |

### Finanční odměny
| Soutěž                                | vítězové   | finalisté | semifinalisté | čtvrtfinalisté | 16 v kole | 32 v kole | 64 v kole | 96 v kole | Q2     | Q1     |
| ------------------------------------- | ---------- | --------- | ------------- | -------------- | --------- | --------- | --------- | --------- | ------ | ------ |
| dvouhra mužů                          | $1 028 300 | $501 815  | $251 500      | $128 215       | $67 590   | $36 170   | $19 530   | $11 970   | $3 565 | $1 825 |
| dvouhra žen                           | $1 028 300 | $501 815  | $251 500      | $128 215       | $67 590   | $36 170   | $19 530   | $11 970   | $3 565 | $1 825 |
| čtyřhra mužů                          | $336 920   | $164 420  | $82 410       | $42 000        | $22 140   | $11 860   | —         | —         | —      | —      |
| čtyřhra žen                           | $336 920   | $164 420  | $82 410       | $42 000        | $22 140   | $11 860   | —         | —         | —      | —      |
| částky ve čtyřhře jsou uvedeny na pár |            |           |               |                |           |           |           |           |        |        |

## Dvouhra mužů

### Nasazení
| Stát                           | Hráč                   | ATP | Nasazení |
| ------------------------------ | ---------------------- | --- | -------- |
| Srbsko                         | Novak Djoković         | 1.  | 1.       |
| Spojené království             | Andy Murray            | 2.  | 2.       |
| Švýcarsko                      | Roger Federer          | 3.  | 3.       |
| Švýcarsko                      | Stan Wawrinka          | 4.  | 4.       |
| Španělsko                      | Rafael Nadal           | 5.  | 5.       |
| Japonsko                       | Kei Nišikori           | 6.  | 6.       |
| Česko                          | Tomáš Berdych          | 7.  | 7.       |
| Španělsko                      | David Ferrer           | 8.  | 8.       |
| Francie                        | Jo-Wilfried Tsonga     | 9.  | 9.       |
| Francie                        | Richard Gasquet        | 10. | 10.      |
| Chorvatsko                     | Marin Čilić            | 11. | 11.      |
| Kanada                         | Milos Raonic           | 12. | 12.      |
| USA                            | John Isner             | 13. | 13.      |
| Rakousko                       | Dominic Thiem          | 14. | 14.      |
| Belgie                         | David Goffin           | 15. | 15.      |
| Francie                        | Gaël Monfils           | 16. | 16.      |
| Španělsko                      | Roberto Bautista Agut  | 18. | 17.      |
| Francie                        | Gilles Simon           | 19. | 18.      |
| Srbsko                         | Viktor Troicki         | 21. | 19.      |
| Francie                        | Benoît Paire           | 22. | 20.      |
| Španělsko                      | Feliciano López        | 23. | 21.      |
| USA                            | Jack Sock              | 24. | 22.      |
| Uruguay                        | Pablo Cuevas           | 25. | 23.      |
| Austrálie                      | Nick Kyrgios           | 26. | 24.      |
| Slovensko                      | Martin Kližan          | 27. | 25.      |
| Bulharsko                      | Grigor Dimitrov        | 28. | 26.      |
| Ukrajina                       | Alexandr Dolgopolov    | 29. | 27.      |
| Francie                        | Jérémy Chardy          | 31. | 28.      |
| USA                            | Sam Querrey            | 34. | 29.      |
| Brazílie                       | Thomaz Bellucci        | 35. | 30.      |
| USA                            | Steve Johnson          | 36. | 31.      |
| Španělsko                      | Guillermo García-López | 37. | 32.      |
| Portugalsko                    | João Sousa             | 38. | 33.      |
| Žebříček ATP k 21. březnu 2016 |                        |     |          |

### Jiné formy účasti
Následující hráčí obdrželi divokou kartu do hlavní soutěže:
- Roberto Carballés Baena
- Nicolás Jarry
- Michael Mmoh
- Andrej Rubljov
- Elias Ymer

Následující hráči postoupili z kvalifikace:
- Benjamin Becker
- Bjorn Fratangelo
- Taylor Fritz
- Alejandro González
- Marcel Granollers
- Pierre-Hugues Herbert
- Tacuma Itó
- Michail Kukuškin
- Jošihito Nišioka
- Dennis Novikov
- Tommy Paul
- Tim Smyczek

Následující hráči postoupili jako tzv. šťastní poražení:
- Jared Donaldson[1]
- Rogério Dutra Silva[1]
- Horacio Zeballos[1]

#### Odhlášení
před zahájením turnaje
- Nicolás Almagro → nahradil jej Michail Južnyj
- Kevin Anderson → nahradil jej Lucas Pouille
- Pablo Andújar → nahradil jej Jevgenij Donskoj
- Fabio Fognini → nahradil jej Illja Marčenko
- Robin Haase → nahradil jej Jared Donaldson
- Andreas Haider-Maurer → nahradil jej Dušan Lajović
- Ivo Karlović → nahradil jej Ernests Gulbis
- Martin Kližan → nahradil jej Rogério Dutra Silva
- Philipp Kohlschreiber → nahradil jej Rajeev Ram
- Paolo Lorenzi → nahradil jej Damir Džumhur
- Daniel Muñoz de la Nava → nahradil jej Diego Schwartzman
- Tommy Robredo → nahradil jej Samuel Groth
- Janko Tipsarević → nahradil jej Kyle Edmund
- Bernard Tomic → nahradil jej Ivan Dodig

v průběhu turnaje
- Rajeev Ram (onemocnění)

### Skrečování
- Aljaž Bedene (zranění pravého zápěstí)
- Thomaz Bellucci (dehydratace)
- Ivan Dodig (zranění zad)[1]
- Rafael Nadal (onemocnění)
- Serhij Stachovskyj (zranění zad)

## Mužská čtyřhra

### Nasazení
| Stát                                                                                     | Hráč                   | Stát     | Hráč           | ATP | Nasazení |
| ---------------------------------------------------------------------------------------- | ---------------------- | -------- | -------------- | --- | -------- |
| Nizozemsko                                                                               | Jean-Julien Rojer      | Rumunsko | Horia Tecău    | 7.  | 1.       |
| Chorvatsko                                                                               | Ivan Dodig             | Brazílie | Marcelo Melo   | 10. | 2.       |
| Spojené království                                                                       | Jamie Murray           | Brazílie | Bruno Soares   | 10. | 3.       |
| USA                                                                                      | Bob Bryan              | USA      | Mike Bryan     | 11. | 4.       |
| Francie                                                                                  | Pierre-Hugues Herbert  | Francie  | Nicolas Mahut  | 19. | 5.       |
| Indie                                                                                    | Rohan Bopanna          | Rumunsko | Florin Mergea  | 24. | 6.       |
| Francie                                                                                  | Édouard Roger-Vasselin | Srbsko   | Nenad Zimonjić | 31. | 7.       |
| Kanada                                                                                   | Vasek Pospisil         | USA      | Jack Sock      | 37. | 8.       |
| Žebříček ATP k 21. březnu 2016; číslo je součtem žebříčkového postavení obou členek páru |                        |          |                |     |          |

### Jiné formy účasti
Následující páry obdržely divokou kartu do hlavní soutěže:
- Eric Butorac /  Scott Lipsky
- Omar Jasika /  John-Patrick Smith

Následující páry nastoupily z pozice náhradníka:
- Thomaz Bellucci /  André Sá
- Leonardo Mayer /  João Sousa

### Odhlášení
před zahájením turnaje
- Juan Martín del Potro (onemocnění)
- David Goffin (migréna)

v průběhu turnaje
- Roberto Bautista Agut (dehydratace)
- Rafael Nadal (onemocnění)

## Ženská dvouhra

### Nasazení
| Stát                          | Hráčka                     | WTA | Nasazení |
| ----------------------------- | -------------------------- | --- | -------- |
| USA                           | Serena Williamsová         | 1.  | 1.       |
| Německo                       | Angelique Kerberová        | 2.  | 2.       |
| Polsko                        | Agnieszka Radwańská        | 3.  | 3.       |
| Španělsko                     | Garbiñe Muguruzaová        | 4.  | 4.       |
| Rumunsko                      | Simona Halepová            | 5.  | 5.       |
| Španělsko                     | Carla Suárezová Navarrová  | 6.  | 6.       |
| Švýcarsko                     | Belinda Bencicová          | 8.  | 7.       |
| Česko                         | Petra Kvitová              | 9.  | 8.       |
| Itálie                        | Roberta Vinciová           | 10. | 9.       |
| USA                           | Venus Williamsová          | 12. | 10.      |
| Česko                         | Lucie Šafářová             | 13. | 11.      |
| Ukrajina                      | Elina Svitolinová          | 14. | 12.      |
| Bělorusko                     | Viktoria Azarenková        | 15. | 13.      |
| Itálie                        | Sara Erraniová             | 16. | 14.      |
| Rusko                         | Světlana Kuzněcovová       | 17. | 15.      |
| Srbsko                        | Ana Ivanovićová            | 18. | 16.      |
| Česko                         | Karolína Plíšková          | 19. | 17.      |
| Srbsko                        | Jelena Jankovićová         | 20. | 18.      |
| Švýcarsko                     | Timea Bacsinszká           | 21. | 19.      |
| USA                           | Sloane Stephensová         | 22. | 20.      |
| Německo                       | Andrea Petkovicová         | 23. | 21.      |
| USA                           | Madison Keysová            | 24. | 22.      |
| Dánsko                        | Caroline Wozniacká         | 25. | 23.      |
| Spojené království            | Johanna Kontaová           | 26. | 24.      |
| Rusko                         | Anastasija Pavljučenkovová | 27. | 25.      |
| Austrálie                     | Samantha Stosurová         | 28. | 26.      |
| Francie                       | Kristina Mladenovicová     | 29. | 27.      |
| Slovensko                     | Anna Karolína Schmiedlová  | 30. | 28.      |
| Německo                       | Sabine Lisická             | 31. | 29.      |
| Rusko                         | Jekatěrina Makarovová      | 32. | 30.      |
| Austrálie                     | Darja Gavrilovová          | 33. | 31.      |
| Rumunsko                      | Monica Niculescuová        | 34. | 32.      |
| Žebříček WTA k 7. březnu 2016 |                            |     |          |

### Jiné formy účasti
Následující hráčky obdržely divokou kartu do hlavní soutěže:
- Paula Badosová
- Catherine Bellisová
- Nicole Gibbsová
- Beatriz Haddad Maiová
- Naomi Ósakaová
- Laura Robsonová
- Heather Watsonová
- Sofja Žuková

Následující hráčky postoupily z kvalifikace:
- Kiki Bertensová
- Jana Čepelová
- Samantha Crawfordová
- Lourdes Domínguezová Linová
- Magda Linetteová
- Pauline Parmentierová
- Kristýna Plíšková
- Maria Sakkariová
- Aljaksandra Sasnovičová
- Francesca Schiavoneová
- Anna Tatišviliová
- Jelena Vesninová

#### Odhlášení
před zahájením turnaje
- Mona Barthelová → nahradila ji Carina Witthöftová
- Varvara Lepčenková → nahradila ji Irina Falconiová
- Maria Šarapovová (prozatímní suspenzace) → nahradila ji Bethanie Matteková-Sandsová

### Skrečování
- Belinda Bencicová (zranění dolní části zad)
- Kiki Bertensová
- Jelena Jankovićová (zranění pravého ramene)

## Ženská čtyřhra

### Nasazení
| Stát                                                                                    | Hráčka                      | Stát             | Hráčka                 | WTA< | Nasazení |
| --------------------------------------------------------------------------------------- | --------------------------- | ---------------- | ---------------------- | ---- | -------- |
| Švýcarsko                                                                               | Martina Hingisová           | Indie            | Sania Mirzaová         | 2.   | 1.       |
| Čínská Tchaj-pej                                                                        | Čan Chao-čching             | Čínská Tchaj-pej | Čan Jung-žan           | 11.  | 2.       |
| USA                                                                                     | Bethanie Matteková-Sandsová | Česko            | Lucie Šafářová         | 16.  | 3.       |
| Maďarsko                                                                                | Tímea Babosová              | Kazachstán       | Jaroslava Švedovová    | 17.  | 4.       |
| Česko                                                                                   | Andrea Hlaváčková           | Česko            | Lucie Hradecká         | 22.  | 5.       |
| Francie                                                                                 | Caroline Garciaová          | Francie          | Kristina Mladenovicová | 26.  | 6.       |
| Slovinsko                                                                               | Andreja Klepačová           | Slovinsko        | Katarina Srebotniková  | 46.  | 7.       |
| Čína                                                                                    | Sü I-fan                    | Čína             | Čeng Saj-saj           | 47.  | 8.       |
| Žebříček WTA k 7. březnu 2016; číslo je součtem žebříčkového postavení obou členek páru |                             |                  |                        |      |          |

### Jiné formy účasti
Následující páry obdržely divokou kartu do hlavní soutěže:
- Simona Halepová /  Daniela Hantuchová
- Madison Keysová /  Sloane Stephensová
- Světlana Kuzněcovová /  Anastasija Pavljučenkovová
- Mónica Puigová /  Heather Watsonová

Následující pár nastoupil z pozice náhradníka:
- Belinda Bencicová /  Stephanie Vogtová

#### Odhlášení
před zahájením turnaje
- Simona Halepová

## Přehled finále

### Mužská dvouhra
- Novak Djoković vs.  Kei Nišikori, 6–3, 6–3

### Ženská dvouhra
- Viktoria Azarenková vs.  Světlana Kuzněcovová, 6–3, 6–2

### Mužská čtyřhra
- Pierre-Hugues Herbert /  Nicolas Mahut vs.  Raven Klaasen /  Rajeev Ram, 5–7, 6–1, [10–7]

### Ženská čtyřhra
- Bethanie Matteková-Sandsová /  Lucie Šafářová vs.  Tímea Babosová /  Jaroslava Švedovová, 6–3, 6–4